# Вдовин, Сергей Иванович
Сергей Иванович Вдовин (род. 28 января 1935, Кытманово, Алтайский край) — советский и российский учёный-металловед. Доктор технических наук (1987), профессор (1989).

## Биография
Родился 28 января 1935 года в селе Кытманово Алтайского края.
В 1958 году окончил Московское высшее техническое училище (МВТУ, ныне Московский государственный технический университет имени Н. Э. Баумана). По распределению в 1958—1972 годах работал в отделе главного технолога на производственном объединении «Южмаш» (Днепропетровск, Украинская ССР).
Затем находился на научно-преподавательской деятельности. В 1972—1994 годах работал на кафедре технологии производства физико-технического факультета в Днепропетровском государственном университете (ныне Днепровский национальный университет имени Олеся Гончара); с 1995 года — профессор Орловского технического университета.
В настоящее время является профессором кафедры «Технологических процессов, машин и оборудования», секция «Автопласт» (до 2016 года была самостоятельной кафедрой), преподаёт предметы «Технология листовой штамповки», «Теория пластичности» и «Компьютерная графика».

## Научная деятельность
Научные исследования связаны с обработкой металлов давлением и автоматизации технологических процессов с применением ЭВМ. Автор свыше 100 научных публикаций, включая монографии, учебные пособия и учебника по технологии производства космических ракет (в соавторстве), а также около 20 изобретений.

### Научные труды
- Технология производства космических ракет / Е. А. Джур, С. И. Вдовин, Л. Д. Кучма, В. А. Найдёнов, Е. Ю. Николенко, Е. И. Ухов ; ред. Л. П. Небогатова. — Днепропетровск : ДГУ, 1992. — 184 с. — ISBN 5-86400-030-2.

## Награды
- Медаль «В ознаменование 100-летия со дня рождения Владимира Ильича Ленина»;
- Медаль имени академика М. К. Янгеля[6] Федерации космонавтики СССР;
- Премия Правительства Российской Федерации в области образования (2002) — за научно-практическую разработку для учебных заведений высшего профессионального образования «Повышение качества инженерно-технического образования на основе преемственности и межвузовской интеграции научных школ технологов-машиностроителей».